# Sugus
Os Sugus são balas (caramelos) duras, criados pela empresa suíça Suchard, em 1931 e foram comercializados no Brasil entre os anos 70 e 80.
A origem do nome está nas línguas escandinavas, nas quais suge significa chupar.
Os sabores iniciais foram laranja, ananás (abacaxi), morango e framboesa, embora mais tarde tenham sido introduzidos outros sabores como limão e melão, por exemplo.
As balas Sugus vinham com duas embalagens de papel, um colorido por fora e outro transparente que evitava que o caramelo se estragasse pelo calor ambiente.
A popularidade da bala foi tão grande que até hoje o nome Sugus é associado a este tipo específico de doce.